# گراده (استان اوپوله)
گراده (به لهستانی: Grądy) یک منطقهٔ مسکونی در لهستان است که در گمینا اوتموخوو واقع شده‌است. گراده ۱۶۰ نفر جمعیت دارد.